# Ау (Санкт-Галлен)
Ау (нім. Au) — громада в Швейцарії, в кантоні Санкт-Галлен.
Входить до складу округу Рейнталь. Населення становить 6639 осіб (на 31 грудня 2006 року). Офіційний код — 3231.

## Склад комуни
- Хербруг

## Галерея

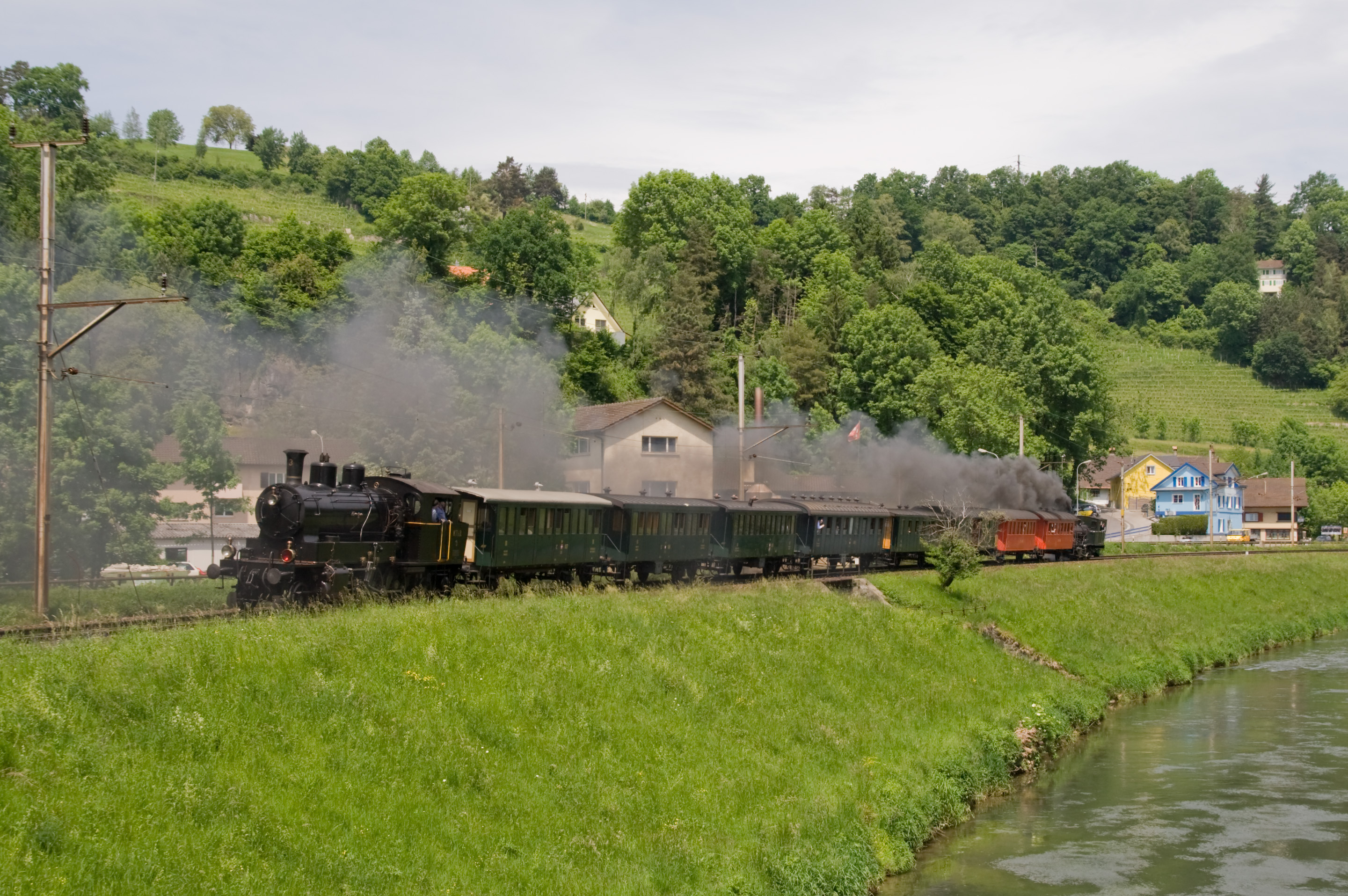
Історичний потяг у 2007 році
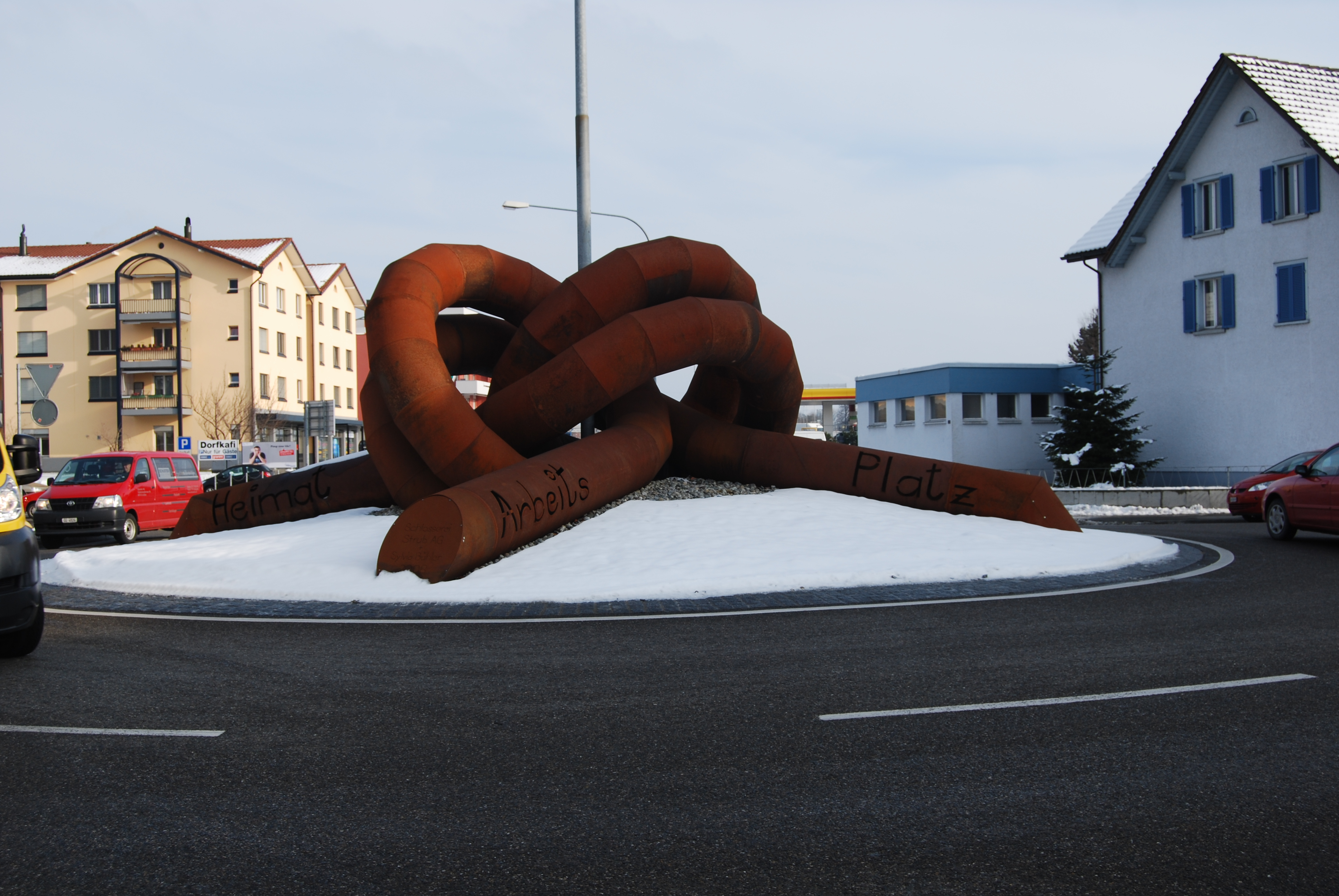
Інсталяція (2008 рік)
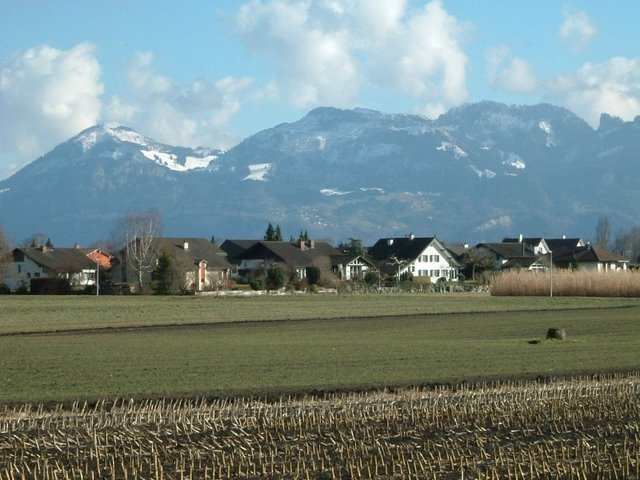
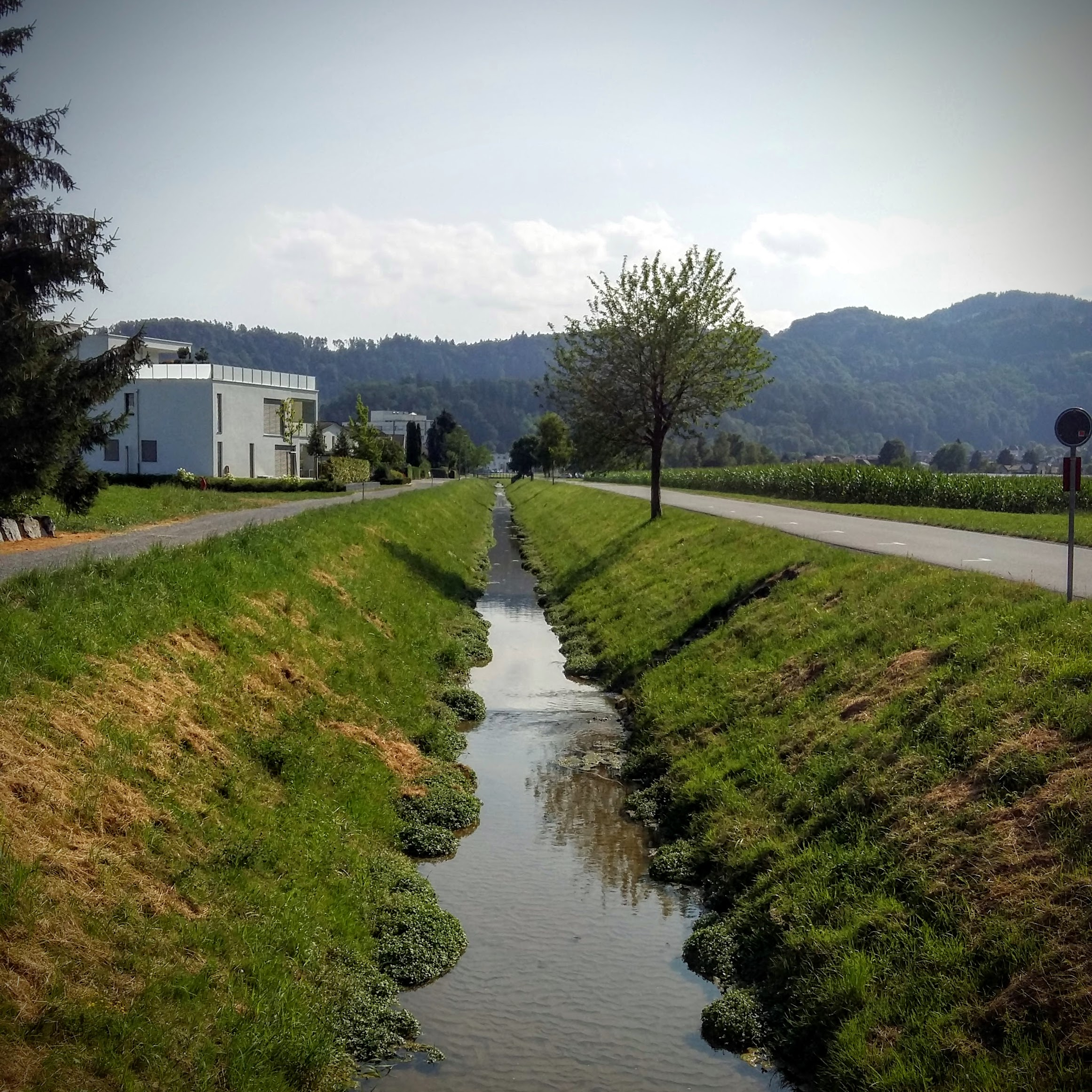
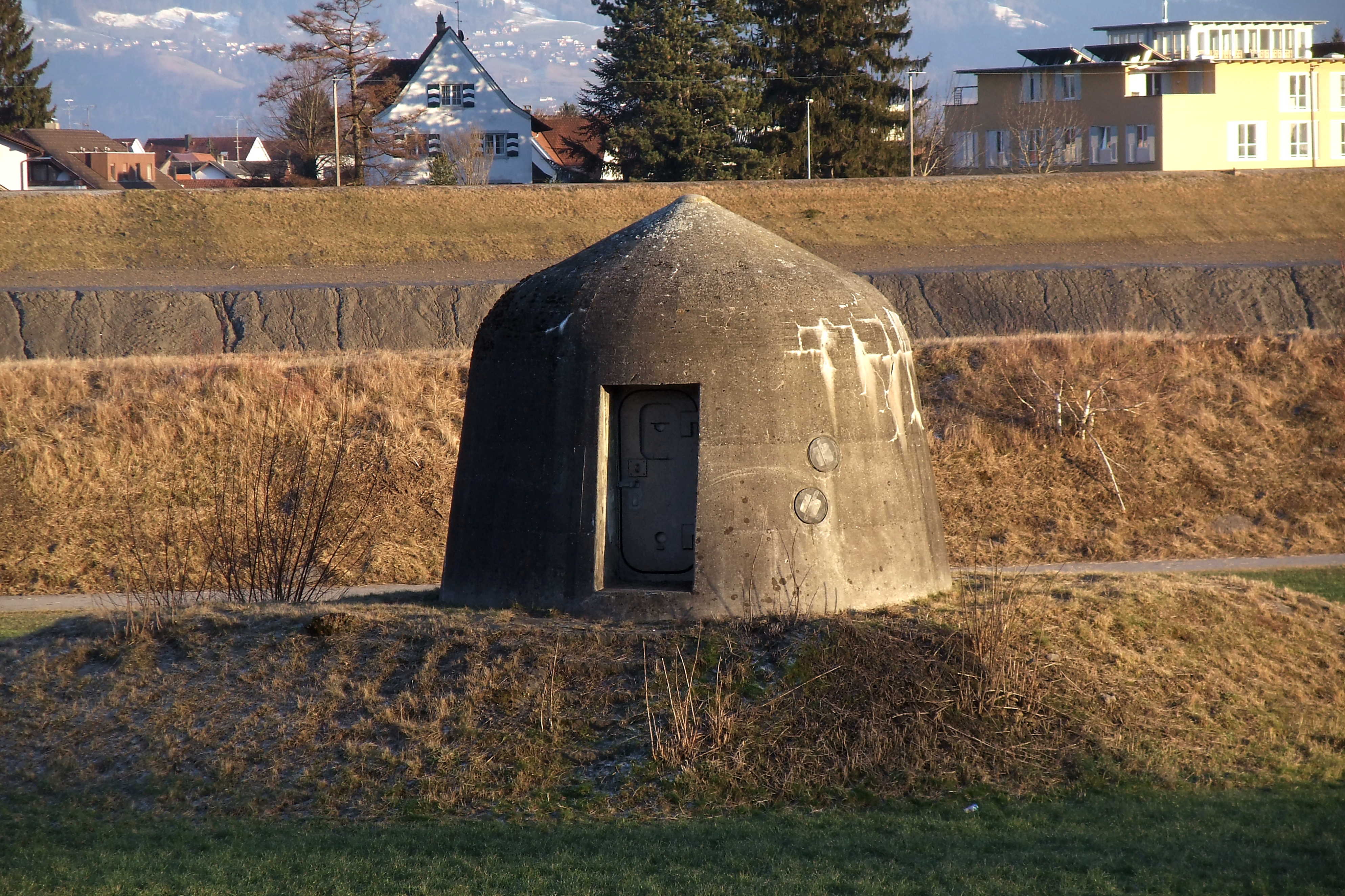
Бункер 1937 року (фото 2012)
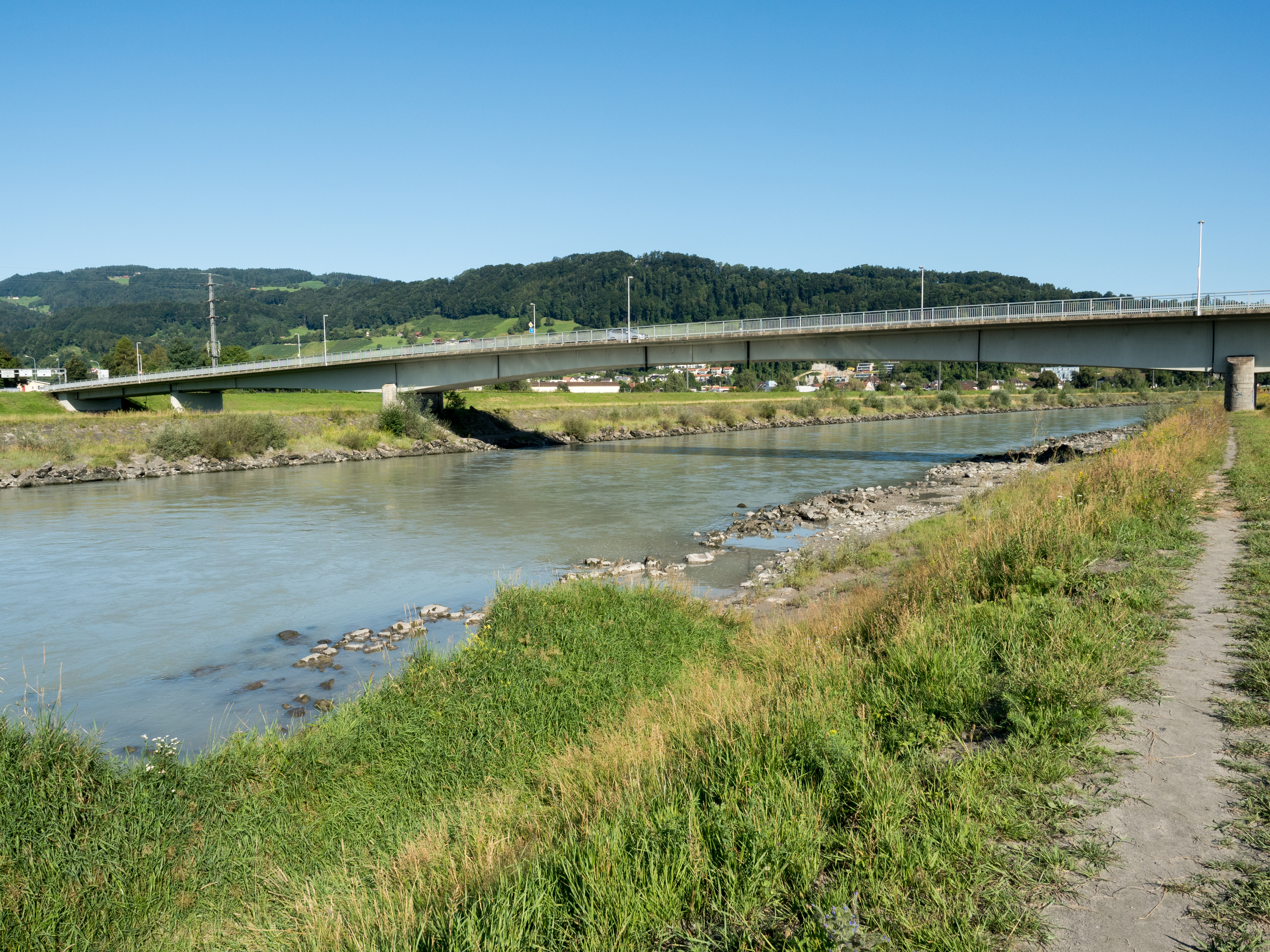
Міст через річку
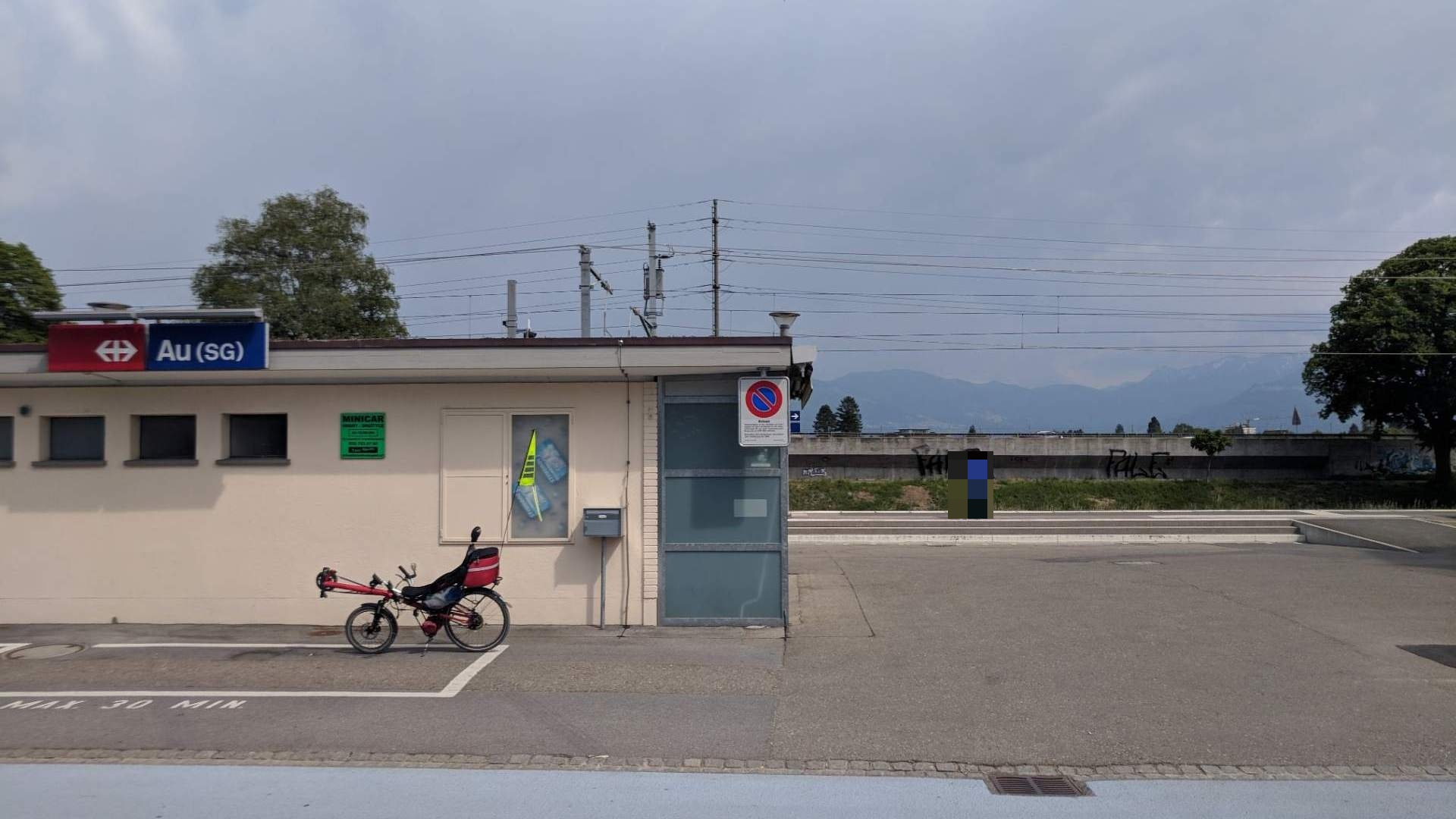
Залізнична станція

### Військовий історичний музей

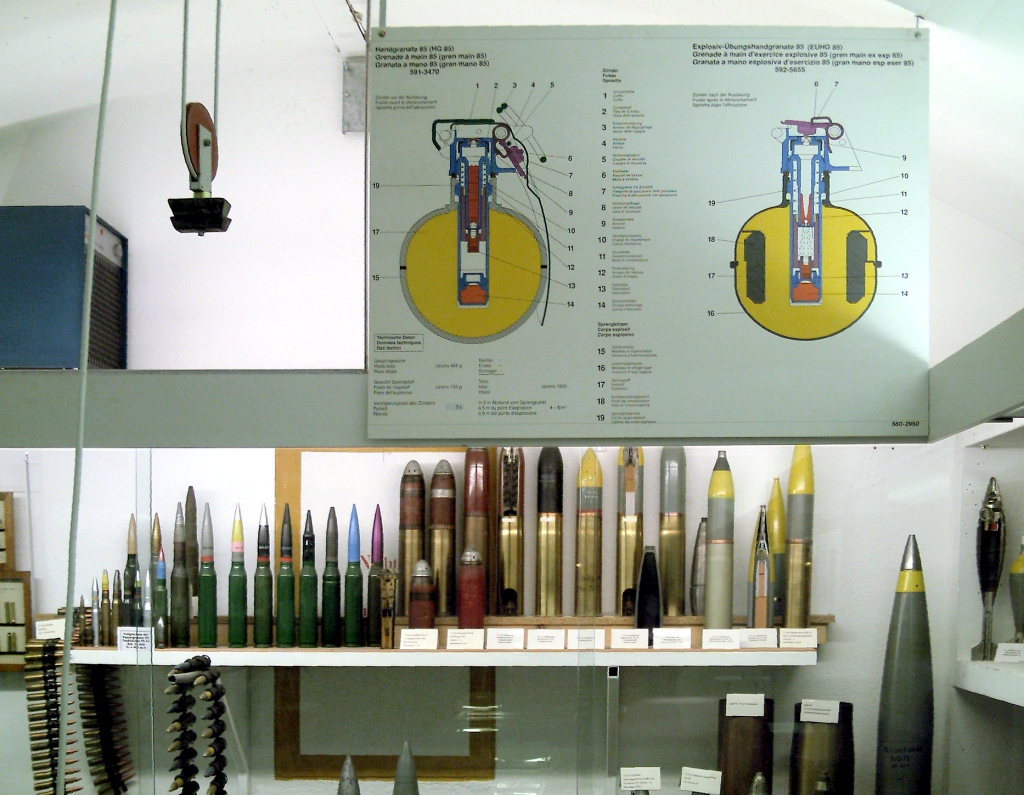
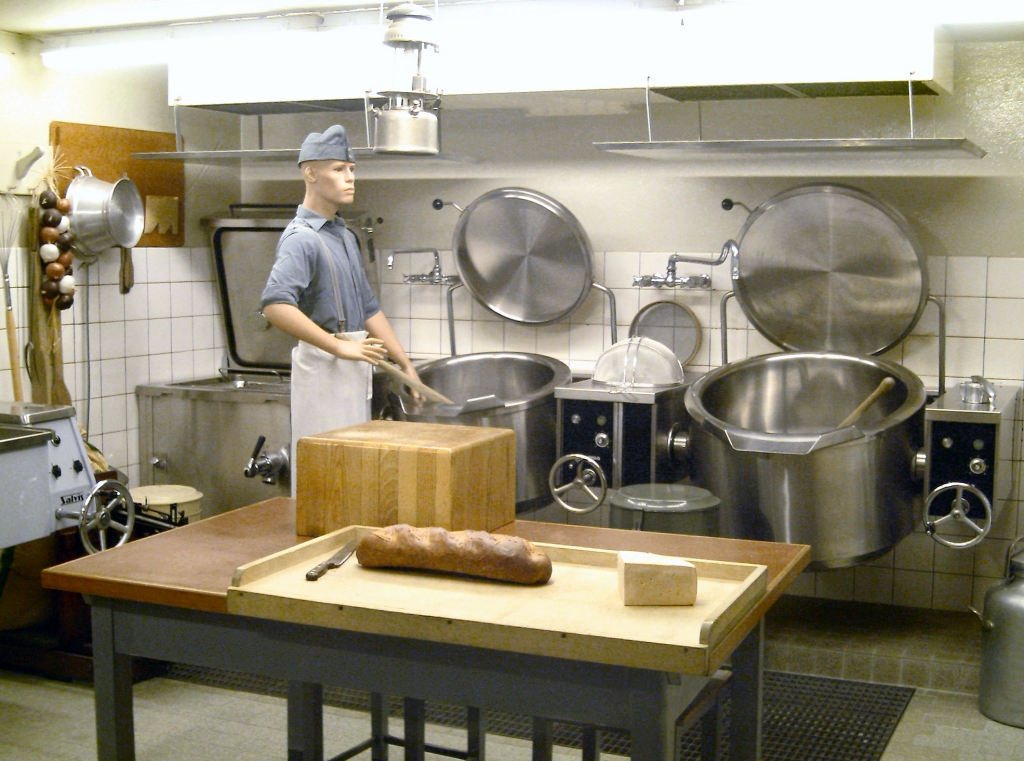
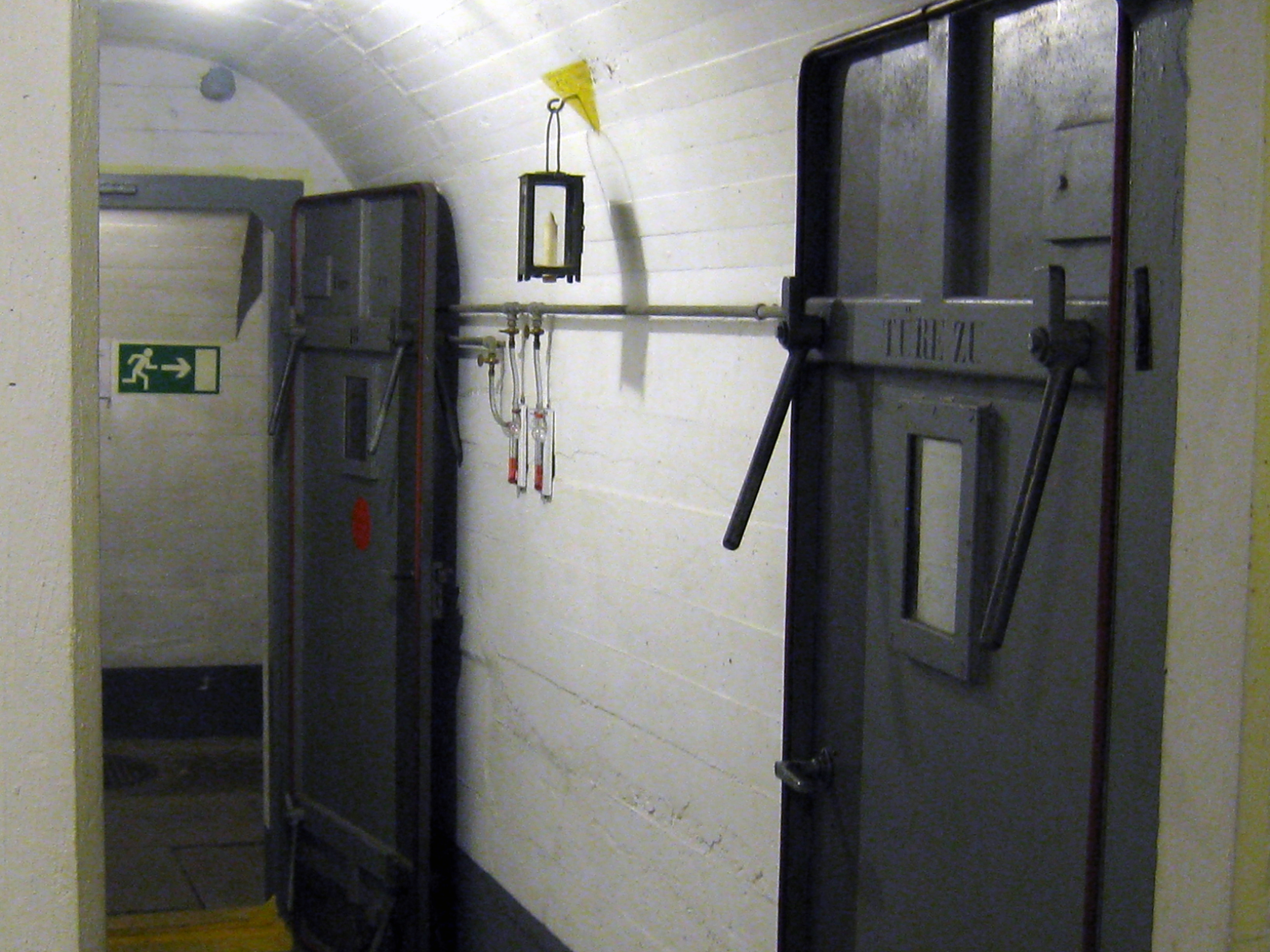
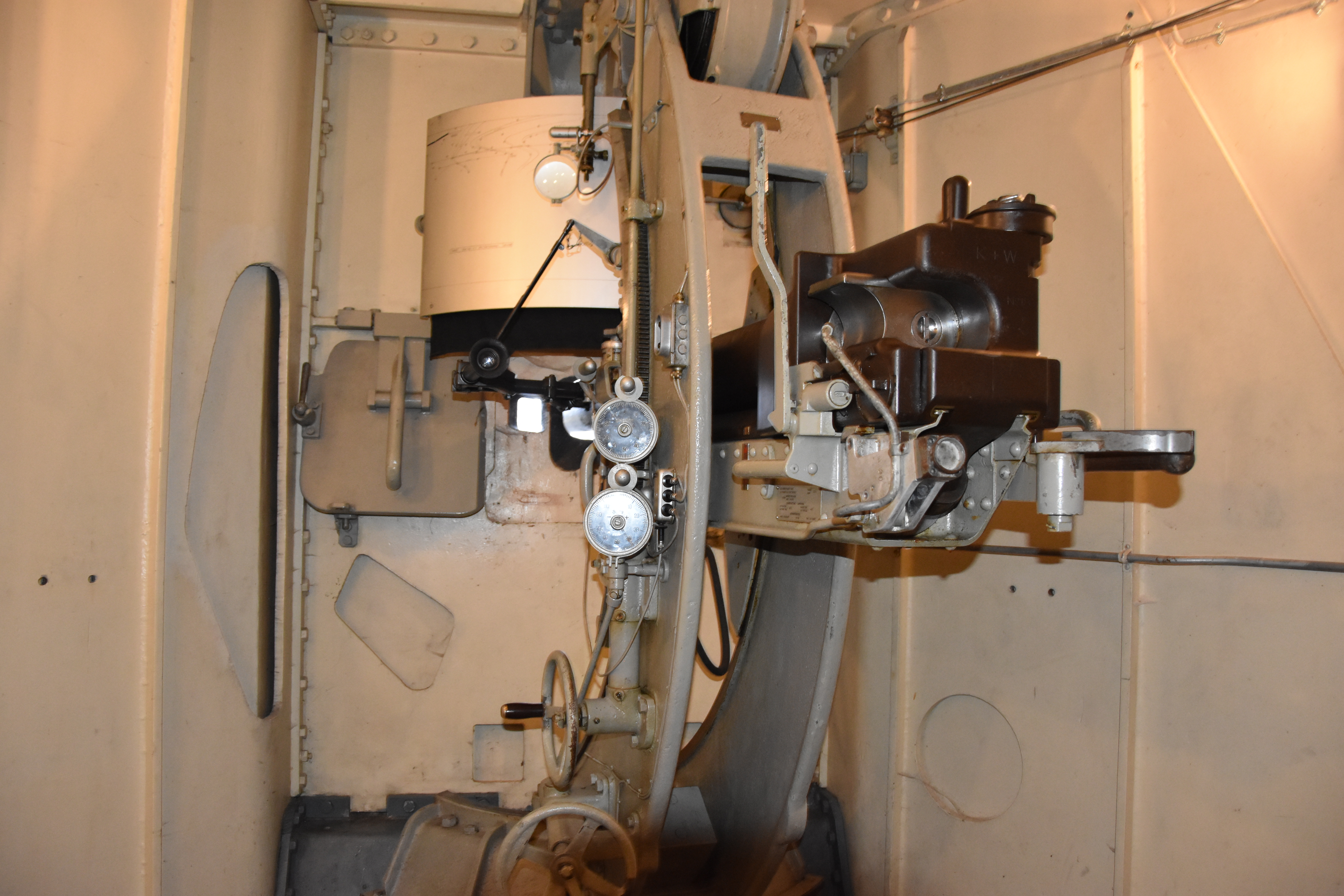
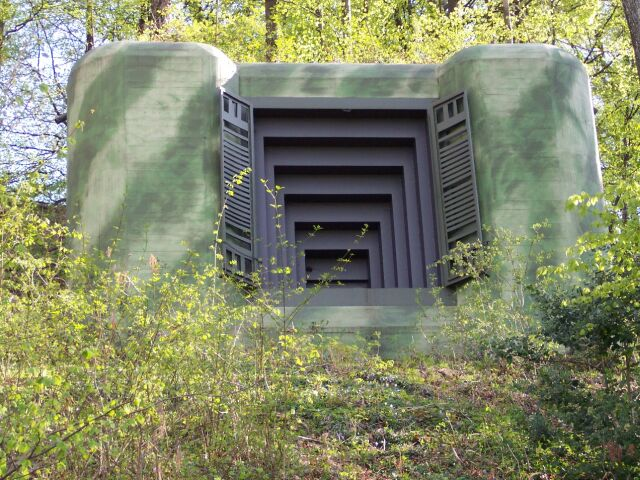
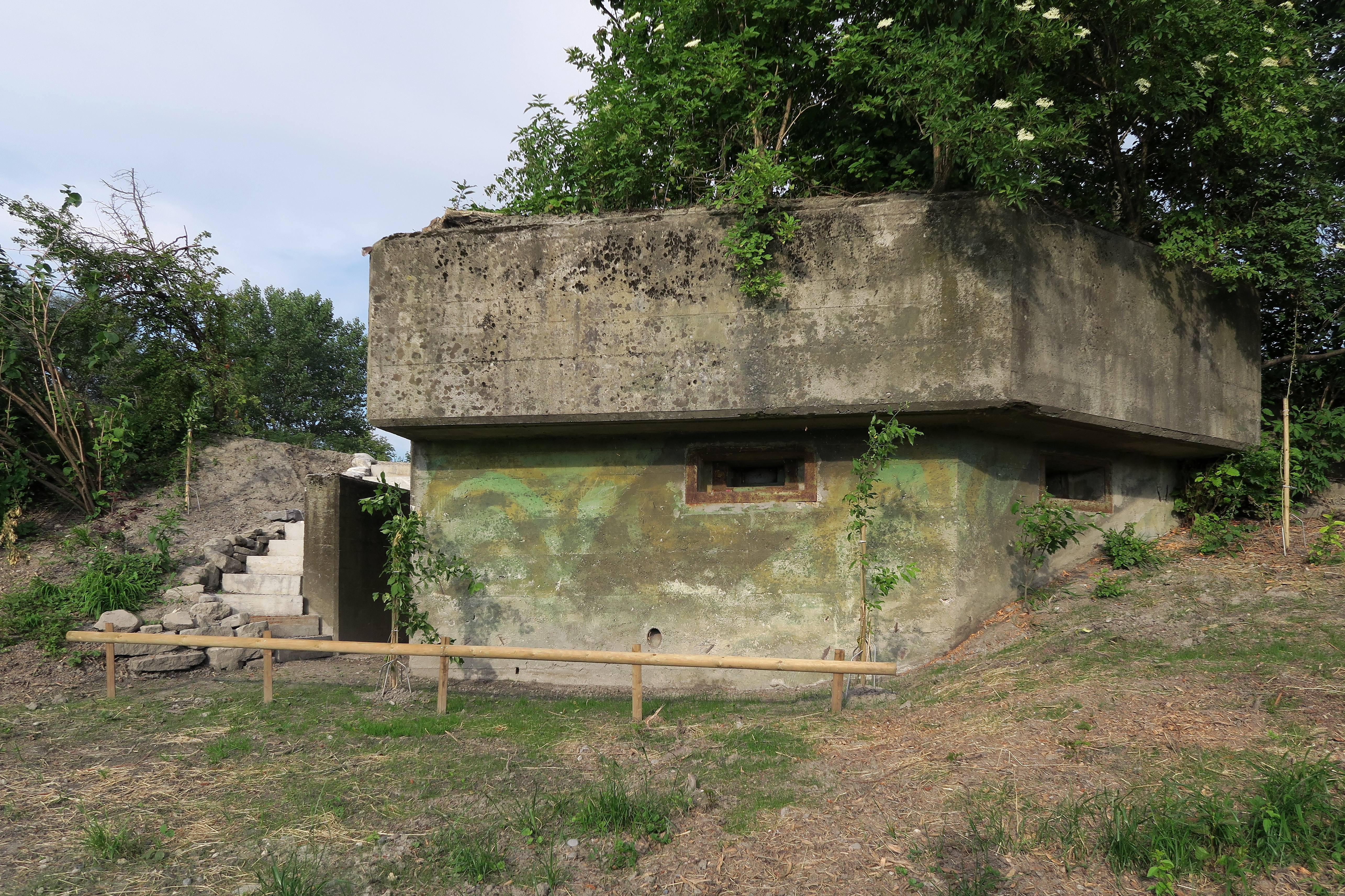
Бункер